# 主動整流

二極體和MOSFET的壓降比較。MOSFET的低導通電阻特性使其產生的歐姆損失比二極體要少（至少在電流32A以下是如此），二極體即使在低電流時仍會有很大的壓降。若並聯二顆MOSFET（粉紅色線）會讓損失降的更低，而並聯數顆二極體不會降低壓降

主動整流（Active rectification）或同步整流（synchronous rectification）是由主動控制的電子開關取代二極管，以提昇整流效率的技術，使用的電子開關多半是功率MOSFET或双极性晶体管。一般半導體的二極體壓降固定，約為0.5至1V，在工作電流範圍內，壓降不會隨電流有明顯的變化，主動整流器的壓降比較像是電阻，在低電流時的壓降很小。
整流器是將交流的電壓轉換為直流的電壓，使用主動整流時，會在輸入電壓為正時將開關打開，輸入電壓為負時關閉開關。因為開關的導通和關閉和電壓同步，或是和電路中的其他開關有同步的關係，因此稱為同步整流。
以往用振動器驅動的開關，或是用馬達驅動的換向器也曾用在機械整流器及同步整流。
主動整流有很多的應用，常用在太阳能光伏板的陣列中，在使得功率損失最小的情形下，也避免因為部份光伏板未曬到太陽，電流回灌造成的過熱。主動整流也常用在開關模式電源（SMPS）裡。
有關主動整流的架構，可以參考H桥。像是降压变换器中也會用同步整流代替二極體。

## 目的
標準PN结二極管的固定電壓降約在0.7 V至1.7 V之間，因此二極體上會產生相當的功率損失。功率是電壓和電流的乘積，若任何一個增加，功率就會增加。
在低電壓的直流-直流轉換器（約10V或是更低)，電壓降（若是矽二極體，在額定電流下約在0.7V至1V)，對效率有不良的影響。傳統的作法是將標準的二極體改為電壓降非常低（約0.3V）的肖特基二极管。不過就算是肖特基二极管，在大電流及小電壓時，其功率損失仍然會比主動整流要大。
若處理很低電壓的轉換器，例如電腦中央处理器的降压变换器（輸出電壓約為1伏特，輸出電流為數安培）。肖特基二极管所產生的損失太大，因此無法達到所需的效率。在這類的應用裡，需要用到主動整流技術。

## 敘述

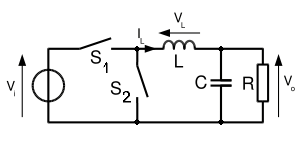
簡化的同步整流降压变换器架構，開關S_{2}就是主動整流的開關

主動整流的重點就是將二極體換成主動控制的功率晶體（例如MOSFET）。MOSFET導通時的電阻（RDS(on)）很低，可以做到10 mΩ甚至更小。因此功率晶體上的電壓降可以降低，減少損失並且提高效率。不過MOSFET的壓降會依照欧姆定律，因此若高電流時，其壓降可能會超過二極體。此限制一般會用並聯多個功率晶體來改善（因此每一個功率晶體流過的電流減小）或是導通面積更大的元件（例如FET）。
主動整流的控制電路一般會用比较器來偵測輸入的交流電壓，並且在正確的方向時導通功率晶體，允許電流流過。其中的時序非常重要，因為需要避免輸入側的短路，若交流輸入用主動整流進行全波整流，二個晶體不能同時導通，若一個晶體尚未關閉時，另一個晶體就已導通，就會造成輸入側的短路。主動整流器也像一般的整流器一樣，需要平滑电容器。
若用主動整流來實現整流器，其設計就可以有進一步的改善（不過也更複雜），來達到輸入功率因数修正的目的，也就是強迫電流波形依照電壓波形而變化，可以消除無功電流，也會讓系統的效率再提昇。

## 理想二極體
有主動控制的MOSFET，可以有類似整流體的作用，電壓為正時打開，允許電流通過，電壓為負時關閉，不允許電流通過，因此也稱為理想二極體。在光伏陣列電路、反向電池保護或是二極體電橋中，可以用理想二極體取代標準的二極體，以減少損失的功率，提高效率，因為散熱量減少，電路板以及散熱片可以縮小，重量也可以減輕。
這類以MOSFET為基礎的理想二極體和用運算放大器為基礎的超級二極體不同，超級二極體的電壓非常準確，用在高精度的信號處理上，不會用來作為功率轉換的整流體。

## 延伸閱讀
- T. Grossen, E. Menzel, J.J.R. Enslin. (1999) Three-phase buck active rectifier with power factor correction and low EMI.  IEE Proceedings - Electric Power Applications, Vol. 146, Iss. 6, Nov. 1999, pp. 591–596.  Digital Object Identifier:10.1049/ip-epa:19990523.
- W. Santiago, A. Birchenough. (2005). Single Phase Passive Rectification versus Active Rectification Applied to High Power Stirling Engines（页面存档备份，存于）. AIAA 2005-5687.